# Budikovany
Budikovany (ungarisch Bugyikfala, älter Bugyikfalva) ist eine Gemeinde in der südlichen Mittelslowakei mit 66 Einwohnern (Stand 31. Dezember 2024), die im Okres Rimavská Sobota, einem Kreis des Banskobystrický kraj, liegt und zur traditionellen Landschaft Gemer gehört.

## Geographie
Die Gemeinde befindet sich im Bergland Revúcka vrchovina innerhalb des Slowakischen Erzgebirges, am Bach Budikoviansky potok im Einzugsgebiet des Blh und somit der Rimava und am Nordufer des Stausees Teplý Vrch. Das Ortszentrum liegt auf einer Höhe von 236 m n.m. und ist 17 Kilometer von Rimavská Sobota entfernt.
Nachbargemeinden sind Slizké im Norden, Hostišovce im Osten, Teplý Vrch im Süden und Drienčany im Westen.

## Geschichte

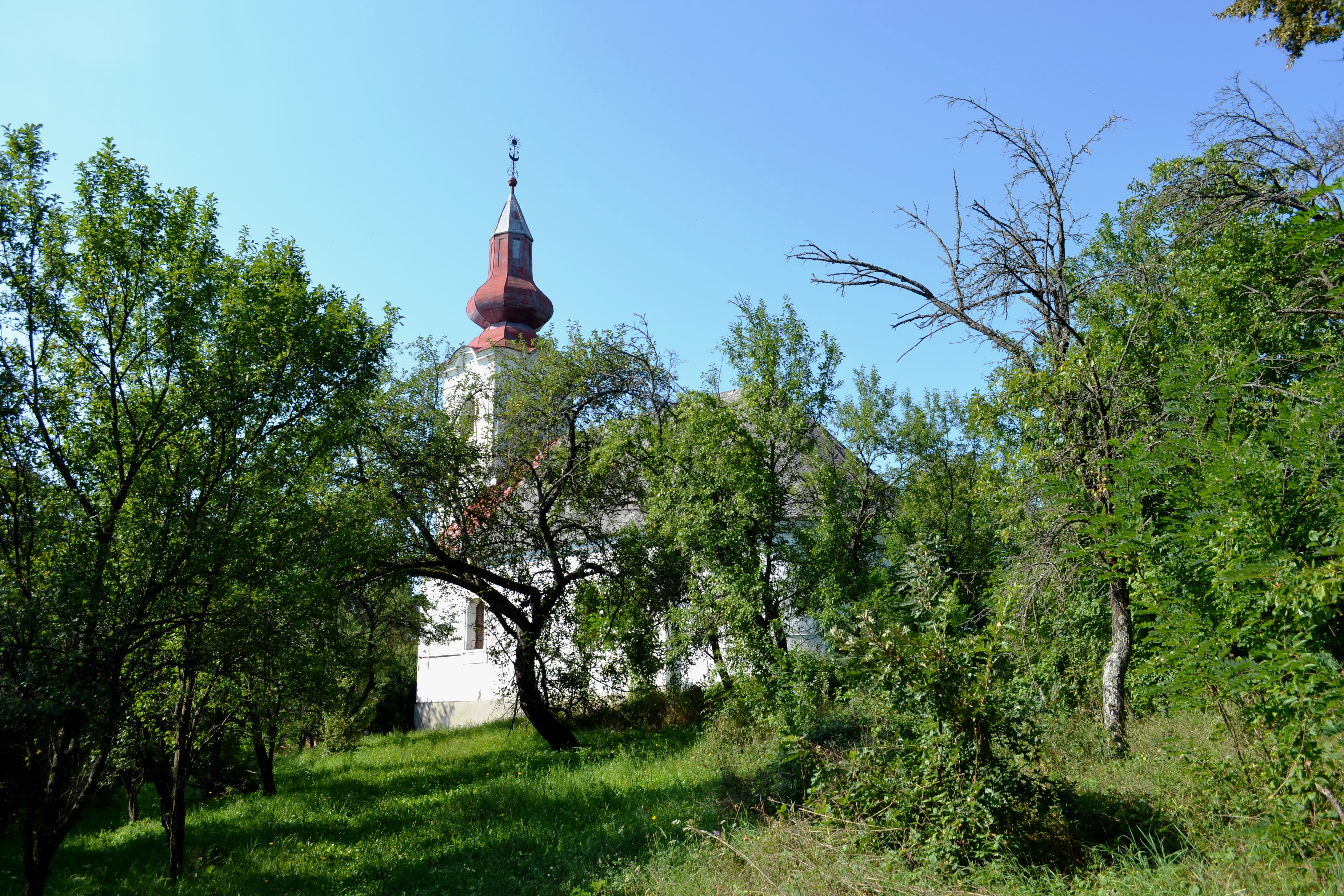
Evangelische Kirche in Budikovany

Budikovany wurde zum ersten Mal 1301 schriftlich erwähnt. Das Dorf war Besitz des Geschlechts Uzy und ab dem 18. Jahrhundert lag es in der Herrschaft der Burg Muráň. 1773 gab es 41 Ansiedlungen, 1828 zählte man 36 Häuser und 290 Einwohner, die als Fuhrmänner, Haushandwerker, Landwirte und Obstbauern beschäftigt waren.
Bis 1918/19 gehörte der im Komitat Gemer und Kleinhont liegende Ort zum Königreich Ungarn und kam danach zur Tschechoslowakei beziehungsweise heute Slowakei.

## Bevölkerung
| Jahr                | 1994 | 2004     | 2014 | 2024     |
| ------------------- | ---- | -------- | ---- | -------- |
| Anzahl der Personen | 69   | 59       | 59   | 66       |
| Unterschied         |      | −14,49 % | +0 % | +11,86 % |

| Jahr                | 2023 | 2024    |
| ------------------- | ---- | ------- |
| Anzahl der Personen | 65   | 66      |
| Unterschied         |      | +1,53 % |

Gemäß der Volkszählung 2011 wohnten in Budikovany 50 Einwohner, davon 48 Slowaken. Ein Einwohner gab eine andere Ethnie an und ein Einwohner machte keine Angabe zur Ethnie.
21 Einwohner bekannten sich zur römisch-katholischen Kirche und 15 Einwohner zur Evangelischen Kirche A. B. 12 Einwohner waren konfessionslos und bei zwei Einwohnern wurde die Konfession nicht ermittelt.

## Baudenkmäler
- evangelische Kirche im gemischten barock-klassizistischen Stil aus dem Jahr 1804[6]